# Последнее путешествие «Деметра»
«Последнее путешествие „Деметра“» (англ. Last Voyage of the Demeter) — художественный фильм норвежского режиссёра Андре Эвредаля, фильм ужасов о плавании русского корабля «Деметра», на борту которого Дракула перемещается из Трансильвании в Лондон. Сценарий был адаптирован Браги Шутом, который взял за основу главу «Судовой журнал „Деметры“» романа «Дракула» Брэма Стокера. Премьера фильма состоялась 11 августа 2023 года.

## Сюжет
1897 год. В порту Варны русский корабль «Деметра», направляющийся в Лондон, принимает загадочный груз — множество огромных тяжёлых деревянных ящиков, доставленных в порт из Трансильвании. В порту оказывается безработный чернокожий врач Клеменс, имеющий кембриджское образование: сначала его не берут в команду, однако по воле случая при погрузке он спасает внука капитана Тоби от падающего ящика, после чего капитан Эллиот приглашает Клеменса на борт.
Путешествие начинается благополучно, и у команды есть шанс получить премиальные за досрочную доставку груза, поскольку ветер попутный. Неожиданно в одном из ящиков, из которого высыпалась земля, Клеменс обнаруживает едва живую молодую женщину из Трансильвании. Он видит, что у неё заражение крови, и делает несколько переливаний собственной крови, так что девушка, которую зовут Анна, постепенно приходит в себя. В эти же дни Клеменс, а также один из матросов Олгарен, видят ночью на палубе загадочную и устрашающую антропоморфную фигуру. Следующей ночью во время дежурства исчезает рулевой Петровский, на которого нападает худое голое существо, пьющее кровь. Капитан предполагает, что Петровский мог напиться и свалиться за борт, но матросы не верят этому. Затем, также ночью, все животные (козы, свиньи и прочие), которые были на борту и за которыми присматривал Тоби, собака Гек оказываются мертвы, причём у них всех было перегрызено горло. Когда Анна приходит в себя, она рассказывает, что на корабле находится трансильванский монстр, которого называют Дракула, который пьёт кровь. Саму Анну Дракула поместил в ящик, чтобы питаться её кровью, но теперь он будет нападать на людей, пока не уничтожит всех. Экипаж не верит Анне, считая её безумной, но следующей жертвой становится Олгарен: у него также перегрызено горло, но он ещё жив, хотя и потерял человеческий облик.
Ночью Олгарен разрывает верёвки, которыми он был привязан, и, сам превратившись в вампира и раба Дракулы, преследует Тоби, который запирается в каюте. Когда прибывшие на помощь матросы убивают Олгарена и пытаются взломать дверь, в каюте появляется Дракула и кусает Тоби. На следующий день Олгарен, привязанный к мачте, сгорает при появлении солнца. Во время похорон Тоби мальчик также загорается, вцепляясь в капитана, однако матросы успевают сбросить Тоби в море. Дракула убивает ещё нескольких членов экипажа, но поскольку до Лондона уже недалеко, оставшиеся решают утопить корабль вместе с Дракулой, чтобы он не смог достичь берега. Однако в схватке погибают все, кроме Анны и Клеменса. Анна разрезает канаты и обрушивает на Дракулу мачту, но когда неуправляемый корабль выбрасывает на берег, Дракуле удаётся освободиться. Выпрыгнувшие за борт Клеменс и Анна дрейфуют на обломках, при этом Анна, будучи укушенной, начинает превращаться в вампира. Она выбирает самоубийство и сгорает в лучах восходящего солнца.
Клеменс прибывает в Лондон и в одном из трактиров замечает Дракулу в плаще, который усмехается при виде доктора. Дракула исчезает в тёмных переулках, но Клеменс полон решимости преследовать его, пока он не убьёт вампира и не отправит его в ад.

## В ролях
- Кори Хокинс — Клеменс
- Эшлинг Франчози — Анна
- Лиам Каннингем — капитан Эллиот
- Дэвид Дастмалчян — Войчек
- Крис Уолли — Абрамс
- Джон Джон Брионес — Джозеф
- Стефан Капичич — Олгарен
- Мартин Фурулунд — Ларсен
- Николай Николаефф — Петровски
- Вуди Норман — Тоби
- Хавьер Ботет — Дракула

## Производство
В 2002 году Браги Шут написал первый вариант сценарий к фильму «Последнее путешествие „Деметра“», Роберт Швентке должен был стать режиссёром фильма. Однако фильм оказался в производственном аду в течение почти двух десятилетий. За это время сменилось несколько режиссёров включая Маркуса Ниспеля, Стефана Рузовицкого, Дэвида Слейда и Нила Маршалла. В какой-то момент Нуми Рапас и Бен Кингсли должны были исполнить главные роли в фильме. Вигго Мортенсеном также вёл переговоры об участии.
В октябре 2019 года было объявлено, что режиссёром фильма станет Андре Эвредаль. В январе 2021 года Кори Хокинс присоединился к актёрскому составу фильма по сценарию Зака Олькевича. В июне 2021 года к актёрскому составу фильма присоединились Дэвид Дастмалчян, Лиам Каннингем, Эшлинг Франчози, Хавьер Ботет, Джон Джон Брионес, Стефан Капичич, Николай Николаефф, Вуди Норман, Мартин Фурулунд и Крис Уолли.
Съёмки начались в июне 2021 года в Берлине. Позднее съёмки прошли на Мальте. Основные съёмки завершились к 1 октября 2021 года.

## Релиз
Ранее премьера фильма была запланирована на 27 января 2023 года, однако затем была перенесена и состоялась 11 августа 2023 года.

### Комментарии
1. ↑  Российскими дистрибьюторами допущена ошибка при переводе: название корабля представляет собой женское имя в честь богини Деметры, а не мужское имя «Деметр».